# Wa
Wa. (U prijevodu planinci) je ratarsko pleme iz grupe Mon-Khmera s gornjeg toka rijeke Salween u državi Shan, Mianmar, te u planinama Awa u Yunnanu, Kina, i na istok do rijeke Mekong. Wa su stoljećima bili lovci na glave i prakticirali žrtvovanje ljudi da bi se umilostivili zli duhovi, i omogućila dobra žetva. Običaj dobro poznat kod Naga plemena iz Nagalanda. Wa-žrtvovanje zahtijevalo je mnogobrojne ljudske žrtve zlom bogu. Godine 1936. više od 100 kućanstava u planinama Ximeng bilo je poklano od strane plemena Wa iz Zhongke, svega troje ljudi uspjelo se spasiti. 1950-tih godina komunistička Kina pokušala je zaustaviti lov na glave kod ovog opasnog plemena, ali nije uspjela. Godine 1956. bilo je 110 izvještaja o ovakvim slučajevima, a iduće 1957. godine 34. –Kod naroda Wa postoji i običaj žrtvovanja krava, godišnje oko 3,000, kako bi se zasitili duhovi po preporuci lokalnih šamana. Osobito na zlu glasu po ovom običaju je selo Yuesong.  Običaji naroda Wa počeli su se mijenjati tek posljednjih 40 godina. Brojno stanje Wa u Kini 1990 iznosi oko 351,000, većinom u Ximengu i Cangyuanu u provinciji Yunnan. Oko 600,000 živi ih u Mianmaru i 10,000 u Tajlandu. Još prije 1962 Wa su bili poznati kao Awa. Od 2 do 7. stoljeća oni su se ujedinili sa srodnim plemenima Drung i Blang, stvorivši jedan narod. Kultura Wa je kultura-bambusa. Njihove kuće su od bambusa, a bambusove mladice i rižu kuhaju u bambusovim cijevima i jedu. Stolice i kreveti, također su od bambusa, kuće su im na kat, za ljude iznad i svinje i kokoši ispod. Većina domaćinstava jednu prostoriju koristi za kuhanje a druga za prinošenje žrtava duhovima. Obitelj je monogamna, najmlađi sin baštini vlasništvo, a kćeri nemaju pravo baštinjenja. Glavne ekonomske aktivnosti su im danas agrikultura i lov. Zemljište pripremaju metodom 'slash-and-burn' (= posijeci-i-spali), i koristi se do potpunog iscrpljenja tla. Wa uzgajaju 'suhu' rižu. Kukuruz, krumpir, pamuk, konoplju, duhan, šećernu trsku i sup-tropsko voće. 
Tradicionalno oni su obožavaoci prirode. Prema njima ljudske duše postaju ili duhovi ili bogovi. Ono vjeruju u zaštitu duhova preminulih srodnika, kao i u duhove zemlje, životinja. Škropljenjem svojih polja i krvlju ljudskih žrtava osiguravaju bogatu žetvu. Kokošjim kostima lovac na glave pokušava doznati tko bi mogla biti sljedeća žrtva.

## Vanjske poveznice
- Wa
- Wa, Parauk of China
- Wa language
- Wa